# Algimanta Pabedinskienė

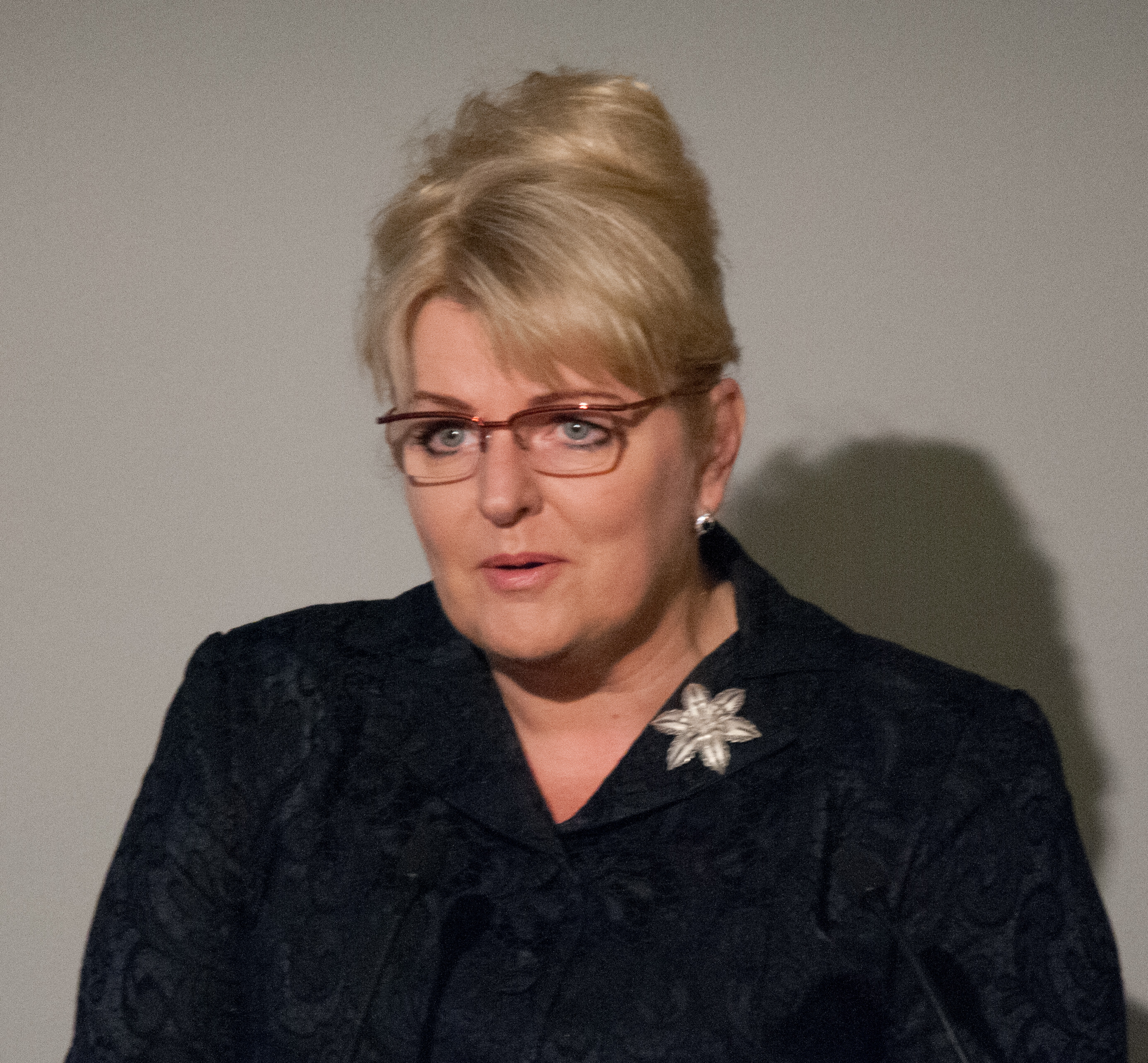
Algimanta Pabedinskienė, 2016

Algimanta Pabedinskienė (* 25. März 1965 in Liepāja, Lettland) ist eine ehemalige litauische Politikerin, von 2012 bis 2016 Sozialministerin.

## Leben
Nach dem Abitur 1983 an der 6. Mittelschule Marijampolė absolvierte sie 1988 das Studium des Bauingenieurwesens an der Vilniaus inžinerinis statybos institutas und 2005 das MBA-Studium (Fachrichtung: Unternehmensführung) an der Kauno technologijos universitetas. Von 1988 bis 1991 war sie Konstruktorin am Institut für Kolchosbau Vilnius, von 1991 bis 1994 Gründerin und Leiterin der A. Pabedinskienė-Werkstatt für Künste, 1994 Bauingenieurin von UAB „Auredi“, von 1994 bis 2007 Direktorin der IĮ „Selema“, von 2004 bis 2005 Wirtschaftslehrerin in Marijampolė, ab 2005 Lektorin am Kollegium Marijampolė. Vom 13. Dezember 2012 bis zum 13. Dezember 2016 war sie Sozialministerin Litauens, ernannt von Dalia Grybauskaitė.
Pabedinskienė spricht Lettisch, Russisch, Polnisch und Englisch.

## Familie
Pabedinskienė ist verheiratet. Ihr Mann ist Vaidmantas, Unternehmer.
Sie ist Mitglied von Darbo partija.